# Fer de Berlin
Fer de Berlin is een Franse uitdrukking die "ijzer van Berlijn" betekent en is een aanduiding voor gietijzeren sieraden en kunstwerken.
De Königlich Preußische Eisengießerei in Berlijn vervaardigde onder leiding van kunstenaars als Karl Friedrich Schinkel grafkruisen en verfijnde sieraden van zwart gemaakt gietijzer. Onder het aan Prinses Marianne van Pruisen toegeschreven motto "Gold gab ich für Eisen" schonken in de jaren na 1805 patriottische dames hun edelmetalen sieraden aan de oorlogskas. Zij tooiden zich vervolgens met gietijzer, in deze een oorlogsmetaal, om te laten zien hoe vaderlandslievend zij waren.
Ook het beroemde IJzeren Kruis, een oorlogsonderscheiding, is deels van gietijzer vervaardigd.  
Het gietijzer is broos en de zeer gedetailleerd en verfijnd uitgevoerde sieraden van Fer de Berlin breken gemakkelijk. Ze zijn in de antiekmarkt zeer gezocht en brengen hoge prijzen op.